# Marinópolis
Marinópolis é um município brasileiro do estado de São Paulo. A cidade tem uma população de 2.113 habitantes (IBGE/2010) e área de 77,8 km².

## História
Por volta de 1940, a colonização foi intensificada na região oeste do Estado, entre as ferrovias Noroeste e Araraquarense, pela fertilidade da terra que ocasionou a fixação do homem no cultivo de arroz, milho, amendoim e, principalmente, café. Ao se processar aberturas de caminhos e desmatamento, Antônio Marin Cruz fundou um povoado no território de Pereira Barreto, em 13 de junho de 1949. 
O nome da cidade se originou do sobrenome de seu fundador, Antônio Marin Cruz. O incremento das atividades agrícolas exigiu do povoado, maiores serviços comunitários, tendo se destacado José Marin Toledo (Primeiro prefeito e filho de Antônio Marin Cruz), Guerino Rosseti, Osvaldo Rossetti, Cyro Maia, Lote Neto, e outros, que conseguiram elevar o povoado à condição de Distrito de Pereira Barreto. O seu desenvolvimento possibilitou a instalação de escola pública, rede elétrica, delegacia de polícia, cartório de registro civil, cemitério, entre outros melhoramentos, dando-se a emancipação político-administrativa em 1964. 

### Formação territorial-administrativa
Histórico da formação do município:
- Distrito criado no município de Pereira Barreto pela Lei nº 5.285, de 18/02/1959
- Município criado pela Lei nº 8.092, de 28/12/1964.

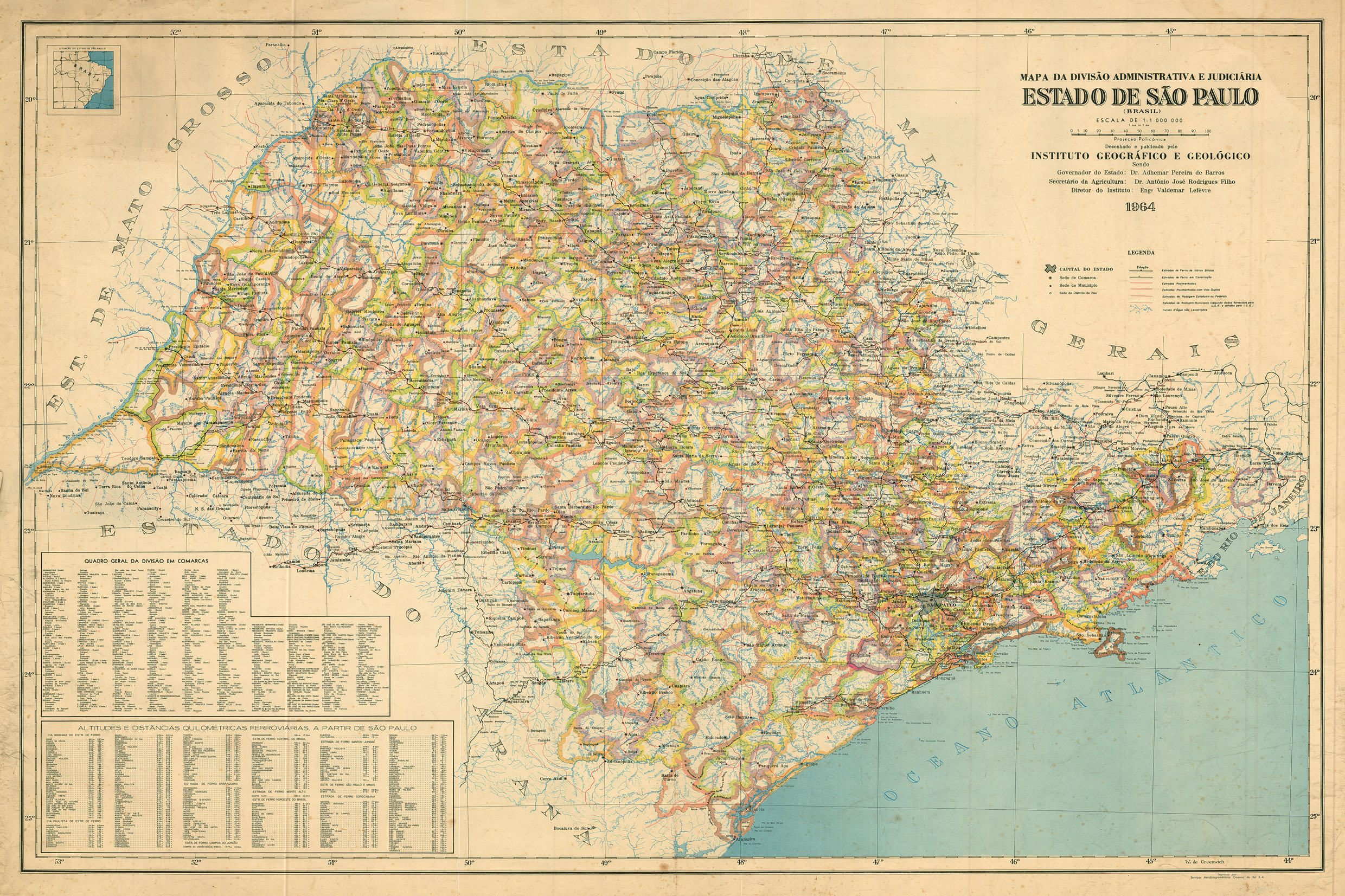
Estado de São Paulo (1964).

## Demografia

### População
| Crescimento populacional                             | Crescimento populacional | Crescimento populacional | Crescimento populacional |
| Ano                                                  | População Total          |                          | %±                       |
| ---------------------------------------------------- | ------------------------ | ------------------------ | ------------------------ |
| 1970                                                 | 2 701                    |                          | —                        |
| 1980                                                 | 2 072                    |                          | −23,3%                   |
| 1991                                                 | 2 088                    |                          | 0,8%                     |
| 2000                                                 | 2 195                    |                          | 5,1%                     |
| 2010                                                 | 2 113                    |                          | −3,7%                    |
| 2022                                                 | 1 860                    |                          | −12,0%                   |
| Est. 2024                                            | 1 870                    | [ 6 ]                    | 0,5%                     |
| Fontes: Censos Demográficos IBGE e Estimativas SEADE |                          |                          |                          |

### Dados demográficos
Dados do Censo - 2010
População Total: 2.113
- Urbana: 1.671
- Rural: 442
- Homens: 1.063[10]
- Mulheres: 1.050

Densidade demográfica (hab./km²): 27,15
Dados do Censo - 2000
Mortalidade infantil até 1 ano (por mil): 16,96
Expectativa de vida (anos): 70,64
Taxa de fecundidade (filhos por mulher): 2,16
Taxa de Alfabetização: 82,06%
Índice de Desenvolvimento Humano (IDH-M): 0,740
- IDH-M Renda: 0,649
- IDH-M Longevidade: 0,761
- IDH-M Educação: 0,810

(Fonte: IPEADATA)

## Geografia
Localiza-se a uma latitude 20º26'26" sul e a uma longitude 50º49'23" oeste, estando a uma altitude de 408 metros.

## Infraestrutura

### Comunicações
O sistema de telefones automáticos foi inaugurado na cidade em 1985 pela Telecomunicações de São Paulo (TELESP), que também implantou o sistema de discagem direta à distância (DDD) em 1989 com o código de área (0176). Anteriormente a cidade era atendida pela Companhia de Telecomunicações do Estado de São Paulo (COTESP).
Na década de 90 o código DDD da cidade foi alterado para (017), para padronização do sistema telefônico com a telefonia celular que estava sendo implantada em todo o estado.

## Religião
O Cristianismo se faz presente na cidade da seguinte forma:

### Igreja Católica
- A igreja faz parte da Diocese de Jales.[15]

### Igrejas Evangélicas
- Assembleia de Deus Ministério do Belém.[16][17]
- Congregação Cristã no Brasil.[18]